# Torre de Botafuegos
La Torre de Botafuegos es una torre almenara árabe construida con anterioridad al siglo XIV como parte del sistema de torres vigías presentes en el Estrecho de Gibraltar.
Esta torre se encuentra situada en el llamado Monte de la Torre, en el término municipal de Los Barrios, a 120 metros sobre el nivel del mar junto al arroyo de Botafuegos, afluente del río Palmones y junto al arroyo del Prior que forma un embalse a sus pies. Esta atalaya se encontraba a unos 15 kilómetros de la costa realizando la vigilancia en la ruta que conectaba las ciudades de Al-Yazirat Al-Hadra con Medina Sidonia y la ruta llamada la Trocha que comunicaba la primera ciudad con Tarifa. Establecía contacto visual con la torre de los Adalides y ésta a su vez con Algeciras por lo que la comunicación del interior y la costa estaba garantizada. Apenas se encuentran referencias escritas a esta torre con anterioridad al siglo XIX con excepción de alguna referencia por parte del rey Alfonso XI de Castilla que durante el cerco a la ciudad de Algeciras nombra una atalaya en el montecillo del Prior que toma su nombre del Prior de la Orden de San Juan de Jerusalén que participaba en la campaña del rey castellano, presumiblemente esta construcción.
La torre tiene planta cuadrada de seis metros de lado. El acceso al edificio se realiza por una puerta a nivel del suelo con un arco de herradura ciego lo que indica claras diferencias con otras torres de vigilancia de la misma época que poseían el acceso en la segunda planta para impedir la entrada una vez se recogía la escala. Sobre la puerta se encuentra un vano estrecho que permite la comunicación de la primera planta de la torre con el exterior. Tanto el suelo de la primera planta como de la planta superior tienen bóveda; la comunicación entre las dos plantas se lleva a cabo por una escalera interna. El muro exterior de la torre tiene unos 180 centímetros de grosor y está compuesto por hiladas de mampuestos de arenisca con argamasa y sillares en las esquinas. Se ignora si la torre se encontraba almenada debido a que el remate de ésta se ha perdido por completo.
En la actualidad, esta torre se encuentra en relativo buen estado de conservación, aunque está situado en un terreno particular. Los terrenos circundantes pertenecen a la Familia Larios y en ellos existe una finca, llamada Almoguera. La pérdida de parte del dintel de la puerta ha provocado la formación de un gran surco que recorre toda la fachada y amenaza con acabar partiéndola en dos. Además el lugar es sitio habitual de excursiones de fin de semana y no faltan numerosas pintadas y extracciones de material de la torre que alteran su apariencia.